# Corporatisme libéral
 (octobre 2019).

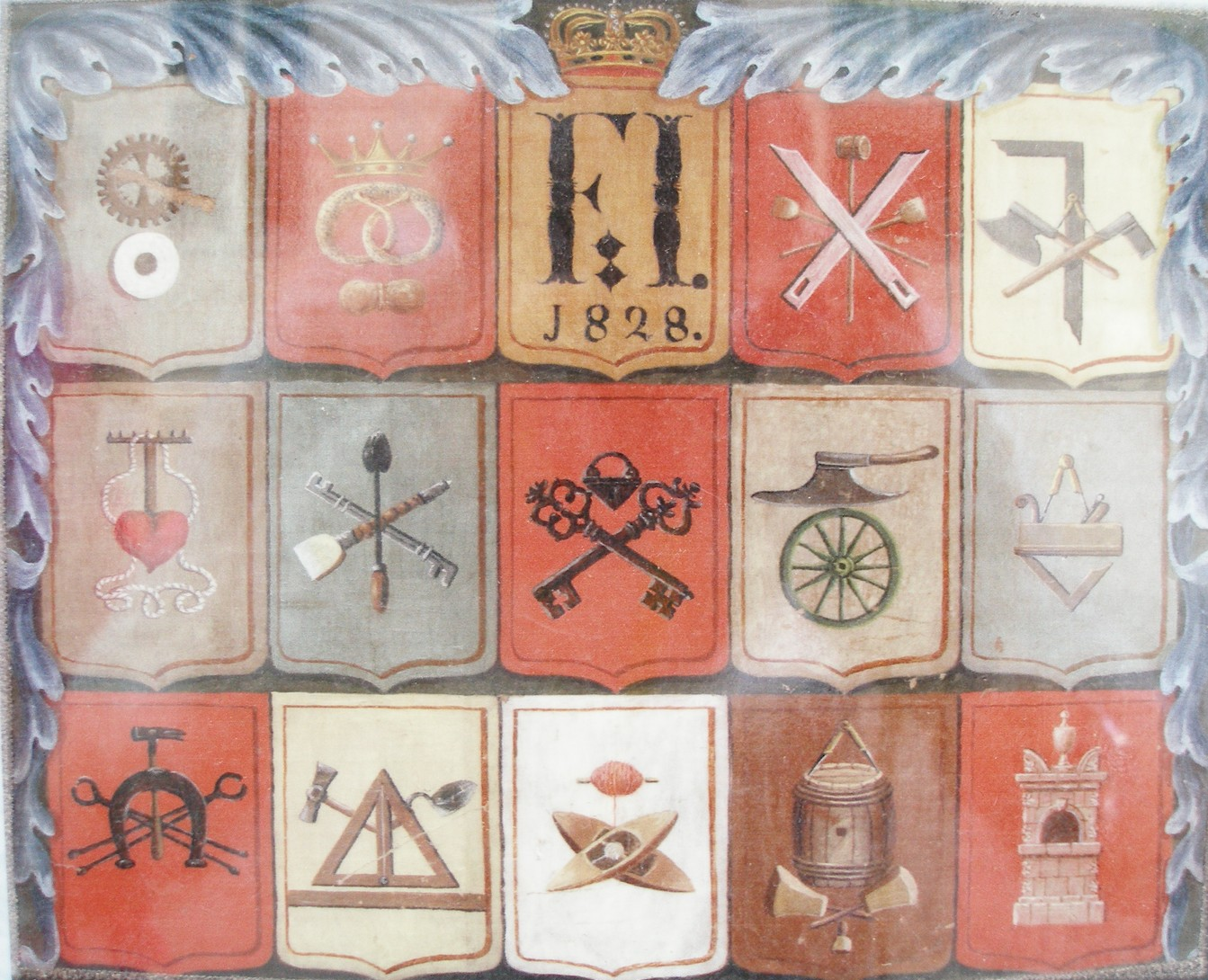
Drapeau des corporations artisanales de N. Strašecí

Le corporatisme libéral est une doctrine socio-économique issu du corporatisme, défendu par des partis et organisations politiques libérales. Cette version libérale du corporatisme reconnaît l'intérêt de négociations entre de multiples groupes de la société, agissant comme des corps intermédiaires notamment dans les secteurs des entreprises, du travail et de l'agriculture. Ces corps intermédiaires seraient autorisé à négocier avec l'État la politique économique.
Le corporatisme libéral est souvent en conflit avec les partisans d'un libéralisme strict, qui s'opposent à l'octroi du pouvoir à des groupes d'intérêts organisés.
Le philosophe libéral anglais John Stuart Mill a soutenu les associations économiques de type corporatiste dans la mesure où celles-ci doivent prédominer dans la société pour créer une égalité pour les travailleurs et leur donner une voix dans la gestion par le biais de droits économiques démocratiques.
Contrairement à un certain nombre d'autres formes de corporatisme, le corporatisme libéral ne rejette pas le capitalisme, le libre-échange ou l'individualisme, mais estime qu'une entreprise est une véritable institution sociale qui exige de ses gestionnaires d'aller au-delà de la simple recherche de profit, en reconnaissant les besoins de leurs membres.
Cette éthique corporatiste libérale appelle à la démocratisation de la société capitaliste.
Les corporatistes libéraux estiment que l'inclusion de tous les membres d'une société dans son administration les intégrerait dans le processus de gestion et permettrait en réalité de "concilier éthique et efficacité, liberté et ordre, liberté et rationalité".
Les corporatistes libéraux considèrent de plus la liberté d'entreprise, de commerce, la liberté des contrats et la libre concurrence comme seule solution pour que les forces s'expriment efficacement.
Favorable à l'ouverture du capital des entreprises aux particuliers et aux salariés, le corporatisme libéral défend l'association capital-travail. 
Argumentant sur le fait que la possession du capital d'une entreprise permet d'en disposer pour le meilleur (croissance, innovation, création d'emplois) et pour le pire (prise de bénéfice exceptionnelle, dépeçage, délocalisation).
D'un point de vue fiscal l'accent est mis sur la baisse de l'imposition, considérant que celle-ci freine la distribution de revenus et alourdit le coût du travail. Cette fiscalité selon le point de vue libéral-corporatiste  est de mettre en place une fiscalité proportionnelle aux revenus moyens versés par l'entreprise, afin de dissuader l'accaparement par une ou plusieurs personnes des revenus de l'entreprise et d'encourager la distribution de revenus à un plus grand nombre de personnes.
Le corporatisme libéral était un élément influent du progressisme aux États-Unis que l’on a qualifié de «libéralisme des groupes d’intérêts».
Aux États-Unis, le corporatisme économique impliquant une coopération entre le capital et le travail avait une influence sur le programme économique du New Deal dans les années 1930, ainsi que sur le fordisme et le keynésianisme.
Aujourd'hui le corporatisme libéral est généralement soutenu par des partisans en Autriche, au Danemark, en Finlande, en Norvège et en Suède.